# (454) Mathesis
(454) Mathesis es un asteroide perteneciente al cinturón de asteroides descubierto el 28 de marzo de 1900 por Friedrich Karl Arnold Schwassmann desde el observatorio de Heidelberg-Königstuhl, Alemania.
Está nombrado por la palabra del griego antiguo para ciencia.